# Aire
|  | Per a altres significats, vegeu «Aire (desambiguació)». |

L'aire és una mescla de gasos constitutiva de les capes baixes de l'atmosfera terrestre. L'aire no és una combinació química dels gasos que el constitueixen. És incolor. A causa de l'oxigen, que en forma part, és un bon comburent.
En els gasos, les forces de cohesió entre les seves molècules són molt petites, de manera que aquestes poden desplaçar-se unes respecte de les altres. A causa d'això, adopten la forma del recipient que les conté. Així doncs, encara que la seva presència ens passi desapercebuda, l'aire és una substància material i tangible.
Al nivell del mar, l'atmosfera exerceix una pressió d'aproximadament 1 kg per centímetre quadrat sobre qualsevol superfície, sòlida o líquida. La pressió exercida sobre un centímetre quadrat de superfície representa el pes d'una columna d'aire, que té aquesta secció, i que s'estén verticalment fins al límit exterior de l'atmosfera. L'aparell que mesura aquest pes de l'aire que cau en vertical sobre una superfície, és el baròmetre. Aquests aparells mesuren la pressió en mil·límetres de mercuri o en mil·libars. La pressió normal al nivell del mar equival a 760 mm Hg o 101 300 Pa. El pes d'un litre d'aire, al nivell del mar, a 0 °C, és d'1,293 g. La seva densitat respecte a l'hidrogen és de 14,44.

## Filosofia
L'aire és un dels quatre elements clàssics, juntament amb l'aigua, la terra i el foc. Els grecs distingien entre l'aire atmosfèric i l'èter, l'espai exterior o diví. Anaxímenes va creure que era l'arque o origen de tot el que existeix.
Per a molts pobles antics l'ànima era una mena d'aire (pneuma), per això a l'Antic Testament Yahvé insufla la vida bufant, recollint una tradició egípcia on l'ànima s'escapava pel nas en morir amb l'últim alè. Per això el símbol alquímic de l'aire és el triangle de la divinitat, però amb una línia creuada.

## Medicina
En el galenisme, l'aire i l'ambient formaven la primera parella de les coses no naturals, les que constituïen l'entorn físic i biològic de l'ésser humà, en íntima interacció, normal o patològica, amb ell. Es considerava essencial mantenir o cercar la puresa de l'aire (el “bon aire”), que calia assegurar, si calia, amb perfums, fumigacions, etc. L'aire impur o corrupte (el “mal aire”) era causa segura de patologies, sobretot de caràcter epidèmic o infecciós (com ara la malària, terme originat en l'expressió italiana mal'aria, “mal aire”). La corrupció de l'aire es considerava causada per diferents agents, inclosos els de caràcter astronòmic i astrològic.
Aquesta racionalització de la patologia sorgeix a l'Antiguitat, amb les obres d'Hipòcrates i Galè, es reintrodueix des del món àrab a l'Occident europeu a partir de finals del segle xi, nodreix el món universitari occidental des del segle xiii i hi continua vigent fins a la introducció de la medicina de laboratori, en el segle xix. La terminologia tècnica que li era pròpia, començant pel mateix concepte d'aire, va tenir una gran difusió a la societat europea de tots aquests segles i, a partir del segle xix, s'ha mantingut en el llenguatge popular.
Tot i que actualment se sap que no és l'aire l'agent causant de la malària, en epidemiologia es continua tenint en compte l'aire com un dels vectors que poden provocar malalties sobretot aquelles degudes a contaminació atmosfèrica.

## Propietats de l'aire

Composició de l'atmosfera terrestre (presa el desembre de 1987). El gràfic inferior representa els gasos menys comuns que componen el 0.038% de l'atmosfera. Els valors estan arrodonits per a la il·lustració.

Segons l'altitud, la temperatura i la composició de l'aire, l'atmosfera terrestre es divideix en quatre capes: troposfera, estratosfera, mesosfera i termosfera. A major altitud disminueixen la pressió i el pes de l'aire.
Les porcions més importants per a anàlisi de la contaminació atmosfèrica són les dues capes properes a la Terra: la troposfera i l'estratosfera. L'aire de la troposfera intervé en la respiració. Per volum està compost, aproximadament, per 78,08 % de nitrogen (N  2), 20,94 % d'oxigen (O₂), 0,035 % de diòxid de carboni (CO₂) i 0,93 % de gasos inerts, com argó i neó.
En aquesta capa, de 7 km d'altura en els pols i 16 km en els tròpics, hi ha els núvols i gairebé tot el vapor d'aigua. S'hi generen tots els fenòmens atmosfèrics que originen el clima. Més amunt, aproximadament a 25 km d'altura, a l'estratosfera, hi ha la capa d'ozó, que protegeix la Terra dels raigs ultraviolats (80 %).
En relació amb això val la pena recordar que, en termes generals, un contaminant és una substància que està «fora de lloc», i que un bon exemple pot ser el cas de l'ozó (O₃).
Quan aquest gas es troba en l'aire que es respira, és a dir sota els 25 quilòmetres d'altura habituals, és contaminant i constitueix un poderós antisèptic que exerceix un efecte nociu per a la salut, per la qual cosa en aquestes circumstàncies se'l coneix com a ozó troposfèric o ozó dolent .
No obstant això, el mateix gas, quan està en l'estratosfera, forma la capa que protegeix dels raigs ultraviolats del Sol a tots els éssers vivents (vida) de la Terra, per la qual cosa se l'identifica com ozó bo .

## Propietats físiques
- Expansió: augment de volum d'una massa d'aire per reducció de la pressió exercida per una força o a causa de la incorporació de calor.
- Contracció: reducció de volum de l'aire en ser pressionat per una força, però el volum arriba a un límit i l'aire tendeix a expandir més enllà aquest límit.
- Fluïdesa (física): flux d'aire d'un lloc de major concentració a un altre de menor concentració, sense despesa d'energia.
- Pressió atmosfèrica: força que fa l'aire a tots els cossos.
- Volum: espai que ocupa l'aire.
- Massa
- Densitat: 1,18 kg/m³ (a 25 °C)
- Viscositat: 0,018 cP (a 20 °C)
- Propietats de la barreja Psicrometria

## Composició de l'aire
L'aire està compost principalment per nitrogen, oxigen i argó. La resta dels components, entre els quals hi ha els gasos amb efecte d'hivernacle, són vapor d'aigua, diòxid de carboni, metà, òxid de dinitrogen, ozó, entre d'altres.
En petites quantitats poden existir substàncies d'un altre tipus: Pols, pol·len, espores i cendra volcànica. També són detectables gasos abocats a l'atmosfera en qualitat de contaminants, com clor i els seus compostos, fluor, mercuri i compostos de sofre.
| Percentatge per volum      |                                                                            |
| Gas                        | Volum (%)                                                                  |
| nitrogen (N₂)              | 780,840 ppmv (78.084%)                                                     |
| oxigen (O₂)                | 209,460 ppmv (20.946%)                                                     |
| argó (Ar)                  | 9,340 ppmv (0.9340%)                                                       |
| diòxid de carboni (CO₂)    | 387 ppmv (0.0387%)                                                         |
| neó (Ne)                   | 18.18 ppmv (0.001818%)                                                     |
| heli (He)                  | 5.24 ppmv (0.000524%)                                                      |
| metà (CH₄)                 | 1.79 ppmv (0.000179%)                                                      |
| kriptó (Kr)                | 1.14 ppmv (0.000114%)                                                      |
| hidrogen (H₂)              | 0.55 ppmv (0.000055%)                                                      |
| òxid de dinitrogen (N₂O)   | 0.3 ppmv (0.00003%)                                                        |
| xenó (Xe)                  | 0.09 ppmv (9x10−6%)                                                        |
| ozó (O₃)                   | 0.0 a 0.07 ppmv (0% a 7x10−6%)                                             |
| diòxid de nitrogen (NO₂)   | 0.02 ppmv (2x10−6%)                                                        |
| iode (I)                   | 0.01 ppmv (1x10−6%)                                                        |
| monòxid de carboni (CO)    | 0.1 ppmv                                                                   |
| amoníac (NH₃)              | traces                                                                     |
| Exclòs per ser aire en sec |                                                                            |
| Vapor d'aigua (H₂O)        | ~ 0,40% en capes altes de l'atmosfera; normalment 1 a 4% en la superfície. |